# Treva Etienne
Treva Étienne est un acteur, réalisateur et producteur britannique né le 21 juillet 1965 à Londres.

## Filmographie

### comme acteur
- 1999 : A Woman Scorned
- 1988 : La Brigade du courage ("London's Burning") (série télévisée) : Tony Sanders (1988-1990)
- 1989 : The Paradise Club (série télévisée) : Col. Mombassa
- 1991 : Who Needs a Heart : Sidney
- 1996 : The Final Passage (TV) : Vincent
- 1997 : Holding On (feuilleton TV) : Lloyd Palmer
- 1999 : The Last Train (feuilleton TV) : Mick Sizer
- 1999 : Eyes Wide Shut : Morgue Orderly
- 2001 : La Chute du faucon noir (Black Hawk Down) : Abdullahi « Firimbi » Hassan
- 2002 : Shooters : Binney
- 2003 : Masked and Anonymous : Percy
- 2003 : Pirates des Caraïbes, la malédiction du Black Pearl (Pirates of the Caribbean: The Curse of the Black Pearl) : Koehler
- 2003 : Bad Boys 2 (Bad Boys II) : Icepick
- 2004 : The Club (vidéo) : Leon Rogers
- 2005 : English as a Second Language : Donovan
- 2006 : Curious George : Additional Voice (voix)
- 2009 : Hooligans 2 : Arthur Mason
- Série Falling skies (Dingaan)

### comme réalisateur
- 1991 : The Real McCoy (série télévisée)

### comme producteur
- 2004 : The Club (vidéo)